# 白鹿洞書院
白鹿洞書院（はくろくどうしょいん）は中華人民共和国江西省廬山の麓にある書院。中国四大書院の一つで宋代の学校。南宋時代には朱熹と陸九淵、明代の王陽明ら代表的な儒家学者がここで講学した。

## 歴史

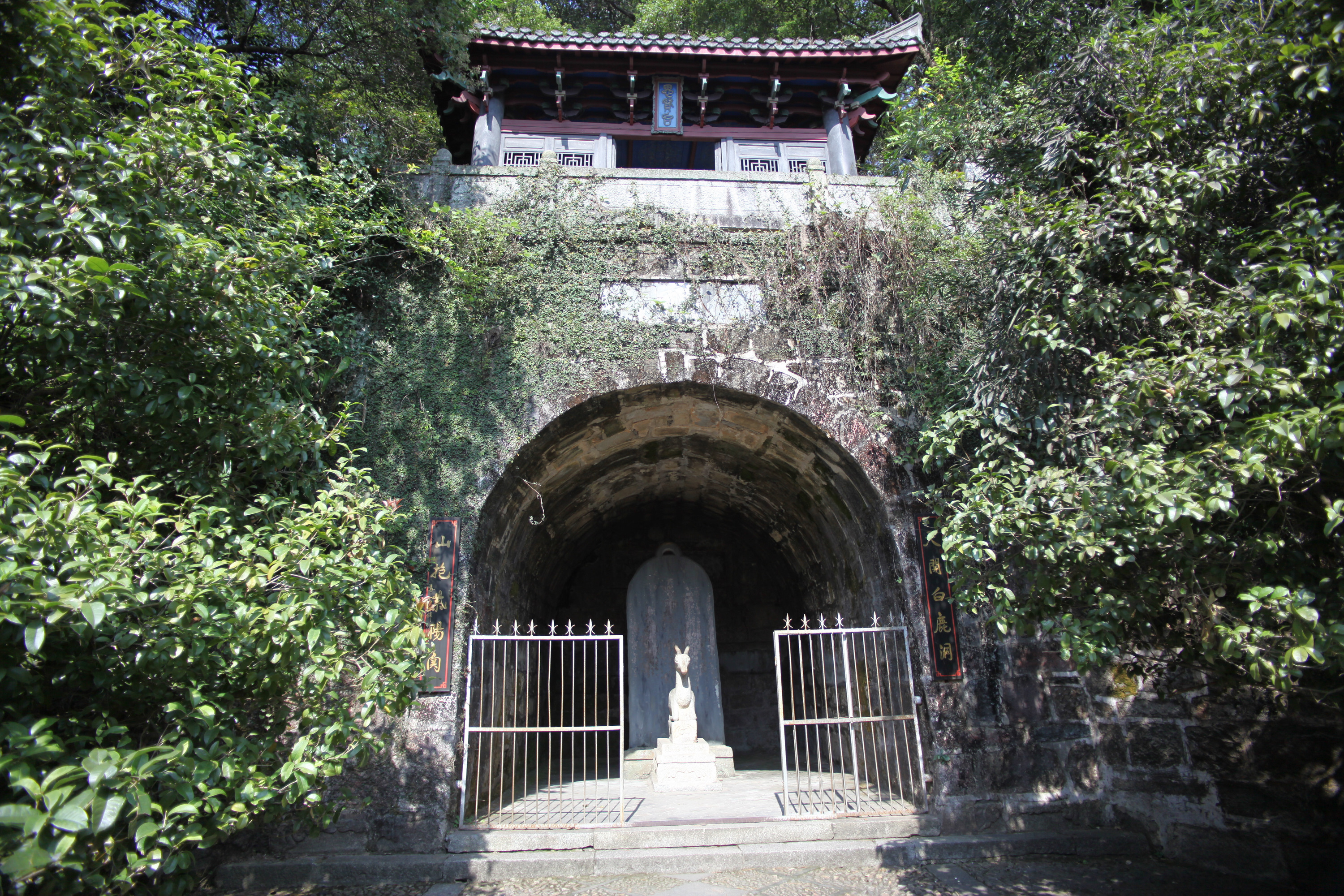
白鹿洞

白鹿洞書院の起源となる白鹿洞書斎を李渤が設立。
五代十国の時、この地に学校が建てられ，これを廬山国学（又名白鹿国学）といった。 
北宋の時、太宗から『九経』の儒家典籍を賜った。
南宋の淳熙六年（1179年）、朱熹は白鹿洞書院を再建した。
元代末年、農民軍の乱の火難で、白鹿洞書院は全焼した。
明代の正統元年（1436年）、地元政府は寺院を修復する。
清代の光緒二十四年（1898年）、清帝は維新変法を命じ、書院を学校とする。光緒二十九年、白鹿洞書院閉校。宣統二年、清政府の廃止により白鹿洞書院の名称が江西省高等林業学堂と改称。
辛亥革命後に書院遺跡は火災によって建物をすべて焼失してしまい、蔵書のほとんどを損失。中華民国七年（1918年）、康有為が「白鹿洞書院」と直筆の扁額を贈った。その後、国民党士官訓練団はかつて書院を占用した。日中戦争の時、白鹿洞書院に日本軍の破壊があった。ひと抱え大樹破壊が多い。
中華人民共和国が成立後、白鹿洞書院を良くの保護や利用、各級政府は前後して大金を三回行って大の修理、書院再度盛ん。1959年、江西省人民政府は書院を省級文物保護単位に認定した。1988年、中華人民共和国国務院は書院を全国重点文物保護単位に認定した。

## 建築

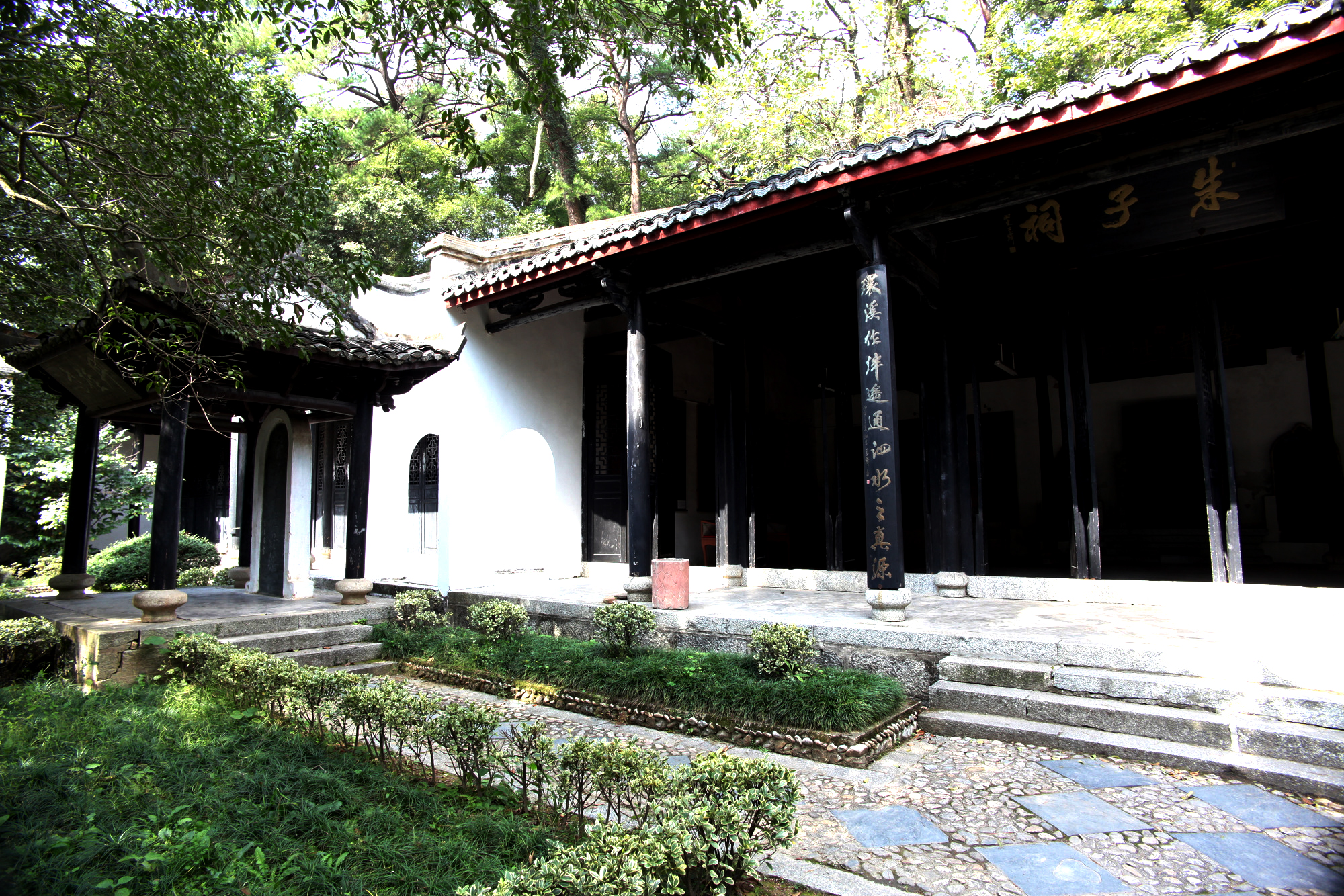
朱子祠。

延賓館。

欞星門。

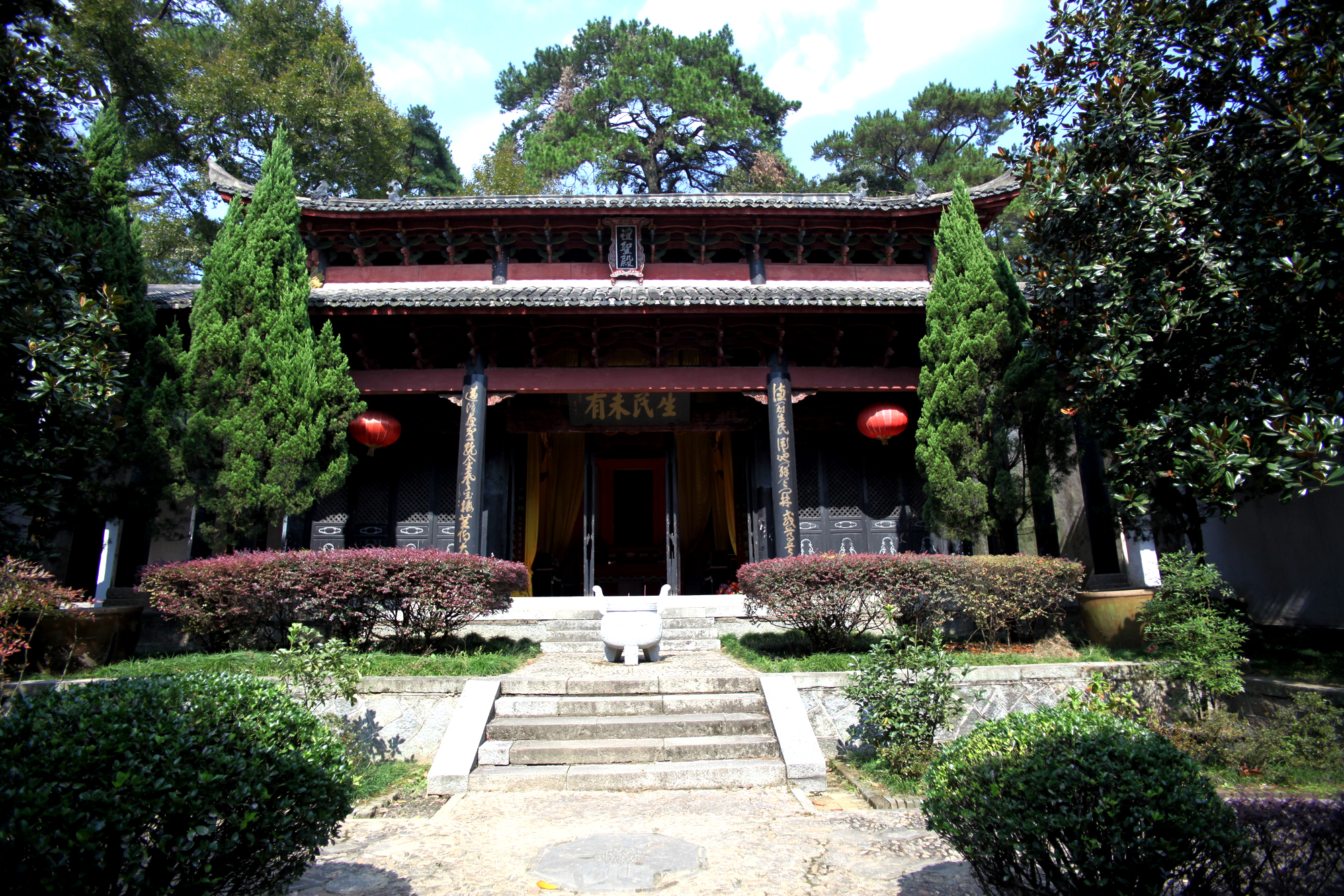
禮聖殿。

紫陽書院。

- 大門：雙層飛檐単門。『白鹿洞書院』の扁額は明代の李夢陽の揮毫である。

- 先賢書院：『先賢書院』の扁額は李時達の揮毫である。

- 朱熹紀念館：当時の中央政治局委員李鉄映が揮毫。『朱熹陳列館』の扁額は元江西省委書記白棟材の揮毫である。

- 朱子祠：南康知府張象文が設立。張象文『文公朱子専祠碑記』。『白鹿洞書院教條』碑刻。康熙帝から『学達性天』の額を賜った。

- 報功祠

- 欞星門院

- 欞星門：明代の成化二年（1447年）、南康知府何溶が設立。弘治十一年（1498年）、南康知府蘇葵は欞星門を再建した。後、知府周祖堯は欞星門を重修した。

- 禮聖門：南宋淳熙九年（1182年）、朱熹が先頭に立って出資し、禮聖門を建立。（知府朱端章が督造）。『正学之門』の扁額は明代の提学副使邵宝の揮毫である、現扁額は元南京軍区政委杜平の揮毫である。

- 禮聖殿：清代の康熙帝から『万世師表』の額を賜った。後壁『忠、孝、廉、節』朱熹が揮毫。

- 白鹿書院：趙樸初が揮毫。

- 御書閣：現閣は清康熙五十四年（1715年）南康知府葉謙、知県毛徳琦の所建である。

- 明倫堂：明代の正統三年（1438年）、南康知府翟溥福が設立。弘治十年（1497年）、江西提学僉事蘇葵は明倫堂を再建した。康熙二十五年（1686年）、『御書閣碑記』、安世鼎が揮毫。江西省社会科学院名誉院長姚公騫揮毫対聯：「鹿豕與游、物我相忘之地。泉峰交映、仁智独得之天。」

- 白鹿洞：南康知府王溱が建立。

- 思賢台：明代の嘉靖三十年（1551年）、江西巡按曹汴が建立。

- 紫陽書院：『紫陽書院』の扁額は馮友蘭の揮毫である。

- 碑廊

- 崇徳祠：清代の道光十八年（1838年）、地元政府が建立。1989年重修。

- 行台：清代の道光十八年（1838年）、地元政府が建立。1989年重修。

- 延賓館：明代の成化五年（1469年）、江西提学僉事李齢が建立。

- 独対亭：明代の弘治十四年（1501年）、提学副使邵宝が建立。

- 枕流橋

- 流芳橋：現橋は中華人民共和国年間の所建である。

## 文学
南宋の朱熹の詩『次卜掌書落成白鹿佳句』に云く：
| 「 | 重営舊館喜初成、要共群賢聽鹿鳴。 三爵何妨奠萍藻、一編詎敢議明誠。 深源定自閑中得、妙用元従楽處生。 莫間無窮庵外事、此心聊與此山盟。 | 」 |

明代には、紫霞真人が此に游び，『遊白鹿洞歌』を留めている：
| 「 | 何年白鹿洞、正傍五老峰。 五老去天不盈尺、俯視人世煙雲重。 我欲攔秀色、一一青芙蓉。 挙手石扇開半掩、緑鬟玉女如相逢。 風雷隠隠万壑瀉、憑崖倚樹聞清鐘。 洞門之外百丈松、千株盡化為蒼龍。 駕蒼龍、騎白鹿、泉堪飲、芝可服、何人肯入空山宿？ 空山空山即我屋、一卷黄庭石上讀。 | 」 |

## 参考書目
- 朱熹『白鹿洞書院掲示』。
- 毛徳琦『白鹿洞書院志』1871年。
- 胡居仁『延賓館記』1469年。
- 邵宝『独対亭記』1501年。
- 李応異『白鹿書院志』。
- 李夢陽『独対亭銘并序』。
- 呉国富、黎華『白鹿洞書院』湖南大学出版社、湖南省長沙市、2013年4月1日。ISBN 9787566703156。
- 王秀明、金開誠『中国文化知識讀本：白鹿洞書院』吉林出版集団有限責任公司、吉林省吉林市。ISBN 9787546315706。
- 呉秦茘『鹿因時鳴 白鹿洞書院』中州古籍出版社、河南省鄭州市、2014年5月1日。ISBN 9787534845918。
- 周鑾書『千年学府：白鹿洞書院』江西人民出版社、江西省南昌市、2003年6月1日。ISBN 9787210027577。

座標: 北緯29度40分18秒 東経115度59分21秒 / 北緯29.67167度 東経115.98917度